# Gotenica
Gotenica este o localitate din comuna Kočevje, Slovenia.